# The Servant (película de 2010)
The Servant (en coreano: 방자전, romanizado: Bang-ja-jeon; lit. «La Historia de Bang-ja» o «Crónicas de Bang-ja») es una película surcoreana de drama histórico de 2010 protagonizada por Kim Joo-hyuk, Jo Yeo-jeong y Ryoo Seung-bum. Vuelve a contar los orígenes del famoso cuento popular coreano Chunhyangjeon desde la perspectiva del sirviente del protagonista masculino Lee Mong-ryong. La película fue un éxito en taquilla en Corea del Sur con más de 3 millones de espectadores.

## Sinopsis
Bangja, el sirviente de Mong-ryong, se enamora de Chun-hyang, la hija de una giesaeng (geisha coreana), la primera vez que la ve en Cheongpunggak mientras acompaña a su maestro. Intenta olvidarse de ella porque sabe que su maestro Mong-ryong también está enamorado de su belleza. Pero Bang-ja está enojado con Mong-ryong, que lo menosprecia; él profesa su amor a Chun-hyang. Chun-hyang también se siente atraído por Bang-ja. Pronto Chun-hyang no puede renunciar a su sueño de ganarse a Mong-ryong para mejorar su estatus social; ella hace un voto con Mong-ryong para mantener el vínculo para siempre. Bang-ja lo sabe, pero no puede olvidarla. Un día, Mong-ryong gana el primer lugar en un examen estatal y regresa a Chun-hyang.

## Reparto
- Kim Joo-hyuk como Bang-ja.
- Jo Yeo-jeong como Chun-hyang.[7]
- Ryoo Seung-bum como Lee Mong-ryong.
- Oh Dal-su como Sr. Ma
- Ryu Hyun-kyung como Hyang-dan.[8]
- Song Sae-byeok como Byeon Hak-do.
- Jung Yang como Wol-rae.
- Kim Sung-ryung como Wol-mae.
- Gong Hyung-jin como hombre de gafas de colores.
- Kim Min-kyo como eunuco.
- Uhm Tae-goo.
- Choi Moo-sung como Kwang Cheon.